# Hermann Zisch
Hermann Zisch (ur. 17 czerwca 1902, zm. 29 września 1947 w Landsberg am Lech) – zbrodniarz hitlerowski, członek załogi obozów koncentracyjnych Natzweiler-Struthof, Ravensbrück i Dachau oraz SS-Oberscharführer.
Z zawodu maszynista. Został wcielony do Waffen-SS w 1942 roku. Od marca do października 1942 roku pełnił służbę jako strażnik w obozie Natzweiler-Struthof. Następnie Zisch został skierowany na dodatkowe przeszkolenie do Ravensbrück. Trwało one od listopada 1942 do września 1943 roku. W grudniu 1944 został skierowany do kompleksu obozowego Dachau. Mianowano go szefem magazynu zaopatrzeniowego w podobozie Kaufering XI. Funkcję tę pełnił do 23 kwietnia 1945 roku. Dopuszczał się zabójstw i innych okrucieństw wobec więźniów.
Po zakończeniu wojny został osądzony przez amerykański Trybunał Wojskowy w Dachau w procesie, który odbył się w dniach 3 stycznia – 3 lutego 1947 roku. Hermann Zisch za swoje zbrodnie został skazany na karę śmierci. Wyrok wykonano przez powieszenie w więzieniu Landsberg pod koniec września 1947 roku.